# Benjamin Robert Haydon

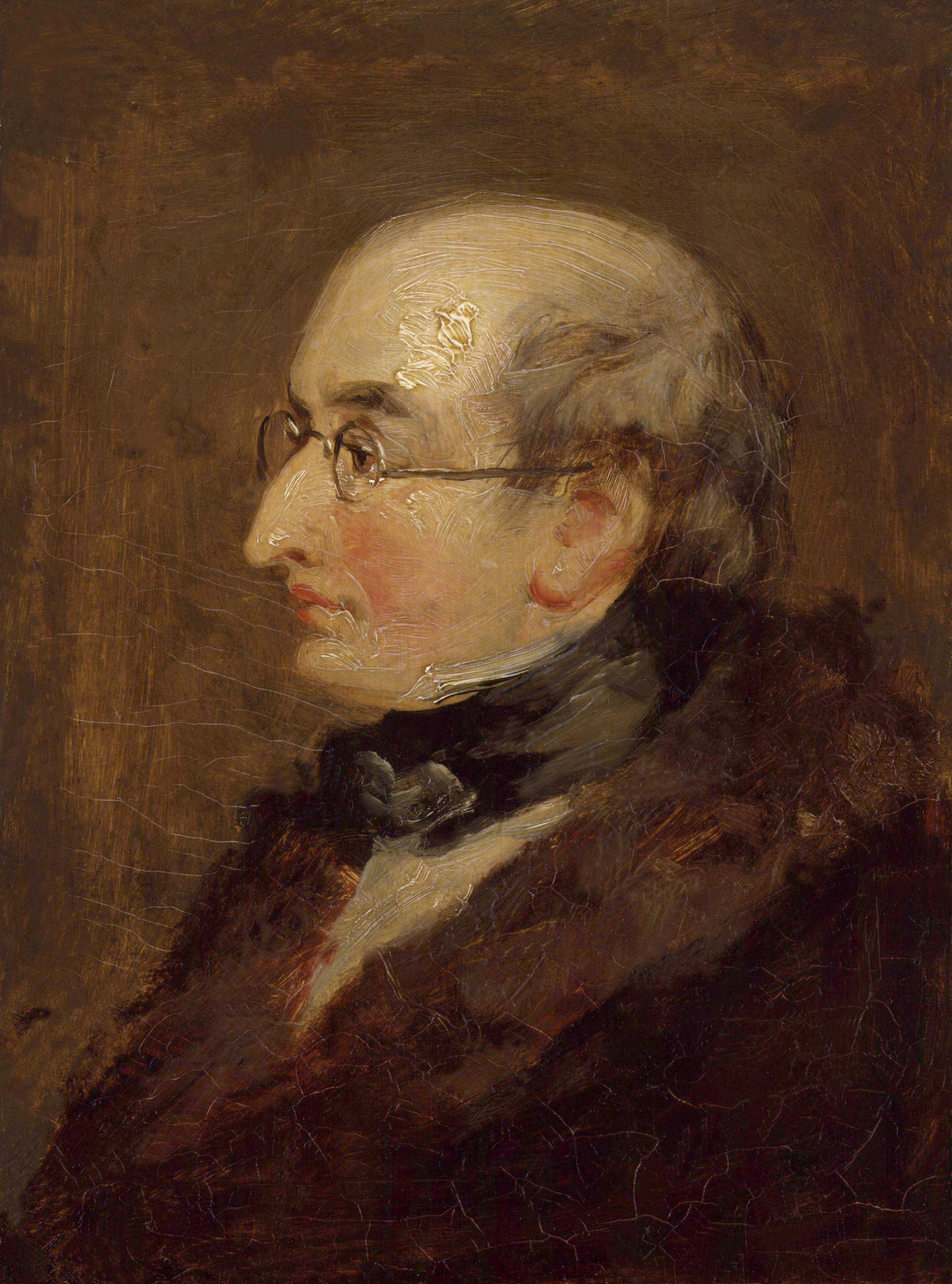
Benjamin Robert Haydon, Selbstporträt, um 1845

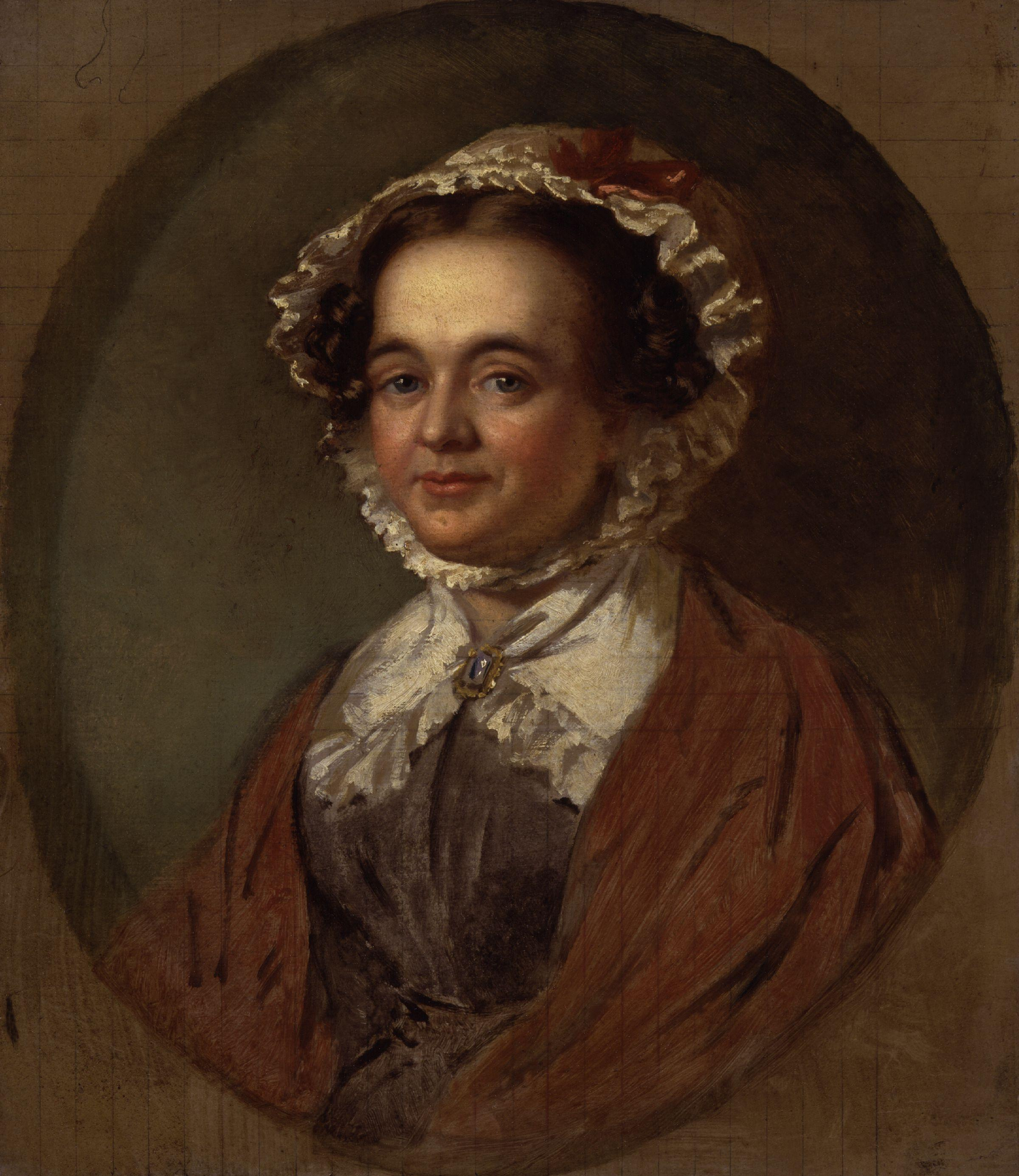
Mary Russell Mitford, Gemälde von Benjamin Robert Haydon, 1824

Benjamin Robert Haydon, spr. hêdôn, (* 26. Januar 1786 in Plymouth; † 22. Juni 1846 in London) war ein britischer Historienmaler.

## Leben
Mit 18 Jahren wurde Haydon 1804 Schüler an der Royal Academy of Arts in London. Anlässlich einer Ausstellung konnte er bereits drei Jahre später mit seinem Gemälde „Maria und Joseph“ erfolgreich debütieren. Da sein künstlerischer Erfolg lang kein finanzieller war, wurde Haydon 1826/27 zu einer Haftstrafe verurteilt. Als Vergünstigung durfte er während seines Gefängnisaufenthaltes malen. Hier entstand unter anderem das Bild „The chairing of the members“, das er beinahe schon kongenial im Stil William Hogarths malte.
Als der britische König Georg IV. für ein Gemälde 500 Guinees bezahlte, besserte sich seine finanzielle Lage kaum. Wegen seiner desolaten wirtschaftlichen Lage beging Haydon mit über 60 Jahren am 22. Juni 1846 Suizid.

## Rezeption
Haydon hatte bereits nach wenigen Werken seinen eigenen Stil gefunden, für den ihn sein Publikum auch lobte. Sogar der britische König George IV. kaufte einige Werke; darunter auch „The mock election“.

## Werke (Auswahl)
- Maria und Joseph. 1807.
- Ermordung des Dentatus. 1809.

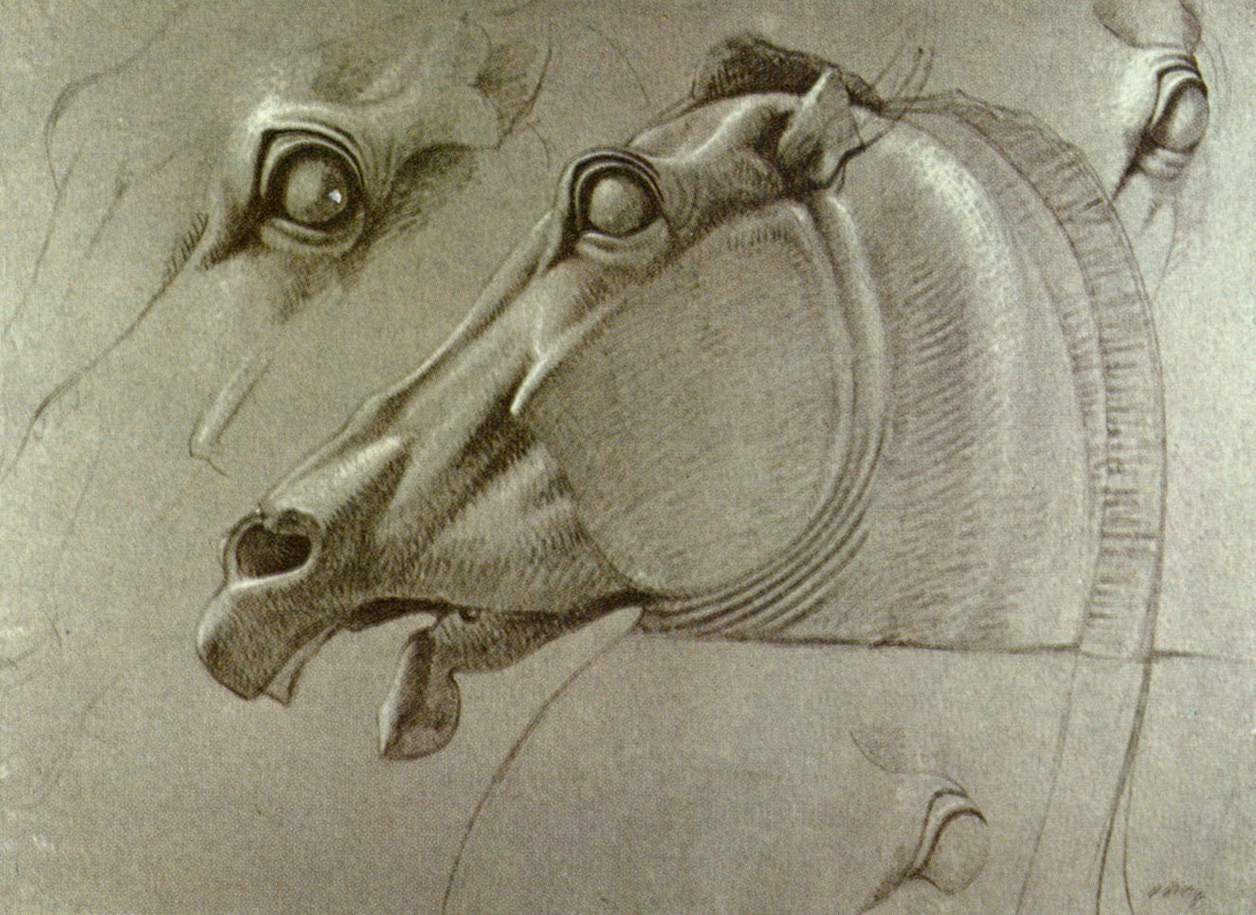
Kopf des Pferdes der Selene

- Napoleon, den Sonnenuntergang betrachtend.
- Tod des Eukles.
- Urteil Salomos. 1814.
- Einzug Christi in Jerusalem. 1820.
- Christus am Ölberg.
- Moses, von Pharao entlassen. 1822.
- Auferweckung des Lazarus. 1823.
- The mock election.
- The chairing of the members.
- Versammlung der Abgeordneten zur Abschaffung der Sklaverei. 1840.